# Karl Unterkircher
Karl Unterkircher (Selva di Val Gardena, 27 de agosto de 1970 – Nanga Parbat, 15 de julho de 2008) foi um alpinista e explorador italiano. Ele é conhecido principalmente por ter aberto novas rotas em montanha. Em 2004, foi o primeiro alpinista a escalar,sem oxigênio no mesmo ano, os dois picos mais altos da Terra (monte Everest e K2). Karl fez a segunda ascensão do Monte Genyen, na China, (primeira ascensão com uma equipe japonesa em 1987) e a primeira ascensão da face norte do Gasherbrum II (juntamente com Daniele Bernasconi e Compagnoni Michele), também escalou o Jasemba no Nepal com Hans Kammerlander.
Ele recebeu vários prêmios, incluindo a de Cavaleiro da Ordem do Mérito da República Italiana.
Em 15 de julho de 2008, caiu numa crevasse durante uma tentativa de abrir uma nova rota para o topo da montanha Nanga Parbat no Himalaia e foi dado como morto.  "Karl Unterkircher era a nova estrela do alpinismo", comentou Reinhold Messner, quando falou de sua morte.
O prêmio "Karl Unterkircher" foi conferido pela primeira vez em julho de 2010 em Selva di Val Gardena para o alpinista suíço Ueli Steck. A segunda edição do prêmio aconteceu em 6 de julho de 2012.